# Campeonato Mundial de Curling Femenino de 2002
El XXIV Campeonato Mundial de Curling Femenino se celebró en Bismarck (Estados Unidos) entre el 6 y el 14 de abril de 2002 bajo la organización de la Federación Mundial de Curling (WCF) y la Federación Estadounidense de Curling.
Las competiciones se realizaron en el Centro Cívico de la ciudad estadounidense.

## Tabla de posiciones
| Pos | Equipo         | G | P | G–P |
| --- | -------------- | - | - | --- |
| 1   | Escocia        | 7 | 2 | –   |
| 2   | Suecia         | 6 | 3 | 1–0 |
| 3   | Noruega        | 6 | 3 | 0–1 |
| 4   | Canadá         | 5 | 4 | –   |
| 5   | Suiza          | 5 | 4 | –   |
| 6   | Dinamarca      | 5 | 4 | –   |
| 7   | Rusia          | 4 | 5 | 1–0 |
| 8   | Estados Unidos | 4 | 5 | 0–1 |
| 9   | Alemania       | 3 | 6 | –   |
| 10  | Corea del Sur  | 0 | 9 | –   |

## Cuadro final
|  | Semifinales | Semifinales |   |        | Final        | Final |  |
|  |             |             |   |        |              |       |  |
|  |             |             |   |        |              |       |  |
|  | Escocia     | 5           |   |        |              |       |  |
|  | Canadá      | 4           |   |        |              |       |  |
|  |             |             |   |        |              |       |  |
|  |             |             |   |        |              |       |  |
|  |             |             |   |        | Escocia      | 6     |  |
|  |             | Suecia      | 5 |        |              |       |  |
|  |             |             |   |        |              |       |  |
|  |             |             |   |        |              |       |  |
|  |             |             |   |        | Tercer lugar |       |  |
|  |             |             |   |        |              |       |  |
|  | Suecia      | 7           |   | Canadá | 6            |       |  |
|  | Noruega     | 6           |   |        | Noruega      | 9     |  |